# Henri Corr
 (janvier 2019).
Si vous disposez d'ouvrages ou d'articles de référence ou si vous connaissez des sites web de qualité traitant du thème abordé ici, merci de compléter l'article en donnant les références utiles à sa vérifiabilité et en les liant à la section « Notes et références ».
Henri Corr, né le 9 décembre 1858 à Ars-sur-Moselle, France, et mort à Schaerbeek, le 4 avril 1935, est un architecte bruxellois de la Belle Époque. Il fut aussi architecte-inspecteur des travaux de la Ville de Bruxelles.
Il est l'auteur de nombreuses maisons de style éclectique ou pittoresque à Bruxelles.

## Famille
L'architecte Henri Corr est le fils de Henri Corr (1810-1875), ingénieur civil et artiste peintre, et de son épouse la baronne Aimée de t'Serclaes de Kessel (1829-1879), une cousine de Émile de t'Serclaes de Wommersom, héros de la révolution belge de 1830.
Il épouse à Schaerbeek en 1883 Marthe Deymann, née à Binche en 1862. Ils eurent :
* Ivonne Corr, née en 1884 à Schaerbeek, qui y épousa en 1905 l'avocat et avoué courtraisien Joseph Jean Georges Louis Verbeke, né en 1870 à Messine, en Sicile.
* Gustave Corr, né en 1889 Schaerbeek, qui sera également architecte, et qui est l'auteur de diverses maisons à Schaerbeek : Schaerbeek, 59 avenue des Azalées, 1921 (Maison bourgeoise de style éclectique). Maison personnelle ; avenue Milcamps 76, 78, 80, 82 et avenue Félix Marchal 45.

## Ses constructions
- 1892 puis 1912 : Square Marie-Louise 64, ancienne maison personnelle de l'architecte Henri Corr, conçue en 1892 en style éclectique et transformée par lui-même en style Beaux-Arts en 1912.
- 1901 : rue Général Patton 39, 41, deux remarquables maisons de style éclectique pittoresque.
- 1904 : avenue de la Chevalerie ; architecte : Henri Corr ; propriétaire : Henri Corr. Avec ornement en sgraffite (marguerite ; métrage : 4.27, octobre 1904) par le peintre-décorateur Gabriel Van Dievoet.
- 1904 : rue Hobbema ; architecte : Henri Corr ; propriétaire : Henri Corr, avec ornement en sgraffite (1904 octobre : ornement : marguerite ; métrage : 3.96), par Gabriel Van Dievoet.
- 1904 : rue Bordiau ; architecte : Henri Corr ; propriétaire : Henri Corr; avec ornement en sgraffite (octobre 1904, octobre : ornement : anémones ; métrage : 1.17) par Gabriel Van Dievoet.